# キルヤティ旅団 (イスラエル国防軍)
第4"キルヤティ"機甲旅団（ヘブライ語: חטיבת קרייתי (Hativa Kiryati)、英語: Kiryati Brigade）は、イスラエル陸軍北部軍第146機甲師団に所属する機甲科の予備役旅団の一つである。
イスラエル独立以前のハガナー時代に編成され、第一次中東戦争ではテルアビブ周辺の防衛に従事した。

## 歴史

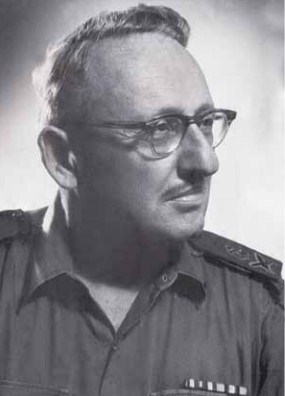
初代旅団長ミカエル・ベン＝ガル

イスラエル独立前の1947年11月に、ユダヤ人武装組織ハガナー野戦科に4個の歩兵旅団が設置された。すなわち
- レバノニ旅団 - 北部地域担当 - 旅団長：モシェ・カルメル（英語版）
- アレクサンドロニ旅団 - グッシュ・ダン地域担当 - 旅団長：ダン・エヴェン（ヘブライ語版）
- ギヴァティ旅団 - テルアビブおよび南部地域担当 - 旅団長：シモン・アヴィダン
- エツィオニ旅団 - エルサレム地域担当 - 旅団長：イスラエル・アミール（英語版）

である。
1942年2月28日の再編により、レバノニ旅団はゴラニ旅団とカルメリ旅団に分割され、またギヴァティ旅団からテルアビブ周辺の防衛を担当するキルヤティ旅団が分割され新編された。
編成当時のキルヤティ旅団には第42、第43、第44大隊の3つの大隊があり、第43大隊の指揮官はダヴィド・ベン＝グリオンの次男であるアモス・ベン＝グリオンであった。
1948年4月末にはイギリスによるパレスチナ委任統治終了前にイスラエル建国を見越してあらかじめユダヤ人勢力の支配地域を強化する"ダレット計画'"に基づき、アラブ系の最大都市ヤッファを攻撃するハメツ作戦にアレクサンドロニ旅団、ギヴァティ旅団と共に参加した。
1948年5月14日のイスラエル独立宣言に続いて勃発した第一次中東戦争では、テルアビブ周辺での治安維持任務に就き、一度目の停戦直前の6月11日にはロッド近郊の戦闘で第42大隊の兵士12名が戦死した。また、イスラエル国防軍設立に伴い、キルヤティ旅団には第4旅団の番号が与えられた。
停戦期間中に発生したアルタレナ号事件の際には、国防軍の作戦部長イガエル・ヤディンからアルタレナ号を制圧する要請を受けたが、キルヤティ旅団とギヴァティ旅団はこの命令に従わなかった。
第一次休戦期間の後、テルアビブ周辺を制圧するダニー作戦にハレル旅団、イフタハ旅団、第8旅団と共に投入された。
第二次休戦期間中の8月には、テルアビブ周辺で兵役拒否者および脱走兵を逮捕するベッツァー作戦に投入された。9月24日にはキルヤティ旅団が防衛していたベン・シェメン近郊にヨルダン軍(アラブ軍団)が攻撃を掛け、交戦となった(マシュラット219の戦い)。
1956年の第二次中東戦争の際には南部軍管区に編成された第38師団（現在の第146師団）の指揮下に入りシナイ半島中央部で作戦に参加した。
1967年の第三次中東戦争の際にはラトルンからヨルダン川西岸地区方面に進攻し、ラマッラー近郊を制圧した。
1972年に機甲部隊に改編され、1973年の第四次中東戦争の際には第188機甲旅団と共にシリア軍に対する反抗作戦に参加した。
キルヤティ旅団は1979年の再編で第166機甲旅団、その後第602機甲旅団と名称変更されたが、2005年に再び創設時の旅団番号を付与され、第4機甲旅団となった。
キルヤティ旅団の装備は2009年にメルカバMk.4に更新された。

## 編制
- 第一次中東戦争当時の編成
  - 第42大隊 - 歩兵部隊。テルアビブ東部の防衛。
  - 第43大隊 - 歩兵部隊。テルアビブ南部の防衛。
  - 第44大隊 - 歩兵部隊。テルアビブ東部の防衛。

- 現在の編成
  - 第7016戦車大隊 - メルカバMk.4を運用。
  - 第7421戦車大隊 - メルカバMk.4を運用。
  - 第9218戦車大隊 - メルカバMk.4を運用。
  - 第7071戦闘工兵大隊